# Erzgebirgsbecken
Das Erzgebirgsbecken ist ein Naturraum in Sachsen innerhalb der Naturregion Sächsisches Lössgefilde. Im Norden grenzt er an den Naturraum Mulde-Lösshügelland und im Süden an mehrere Naturräume der Naturregion Sächsisches Bergland und Mittelgebirge. Zu ihm rechnet man auch das Obere Pleißeland, das sich um die Städte Werdau und Crimmitschau unmittelbar östlich anschließt.
Das Erzgebirgsbecken ist ein Siedlungsschwerpunkt in Sachsen und ein auch historisch bedeutender Industrieraum.

## Gliederungshistorie
Die bis in die 1990er-Jahre fortgeschriebene Naturraumerfassung und -gliederung nach dem System des Handbuchs der naturräumlichen Gliederung Deutschlands der ehemaligen Bundesanstalt für Landeskunde unterschied die Flächen dieses Naturraums innerhalb der Region Erzgebirgsvorland (Nr. 45) in einen Naturraum Erzgebirgisches  Becken (Nr. 451) und Oberes Pleißeland (Nr. 452), welche wiederum innerhalb der Großregion Norddeutsches Tiefland den Lößbörden zugerechnet wurden. Die bis 2001 mit der Erarbeitung einer Grundlage für die Landesentwicklungsplanung des Freistaates Sachsens befasste Arbeitsgruppe „Naturhaushalt und Gebietscharakter“ der Sächsischen Akademie der Wissenschaften zu Leipzig ordnete das Erzgebirgsvorland teils neu, so dass der Begriff "Erzgebirgsbecken" in diesem von den Landesbehörden später weitgehend übernommenen Verständnis nicht deckungsgleich ist mit dem des "Erzgebirgischen Beckens" nach vorgenanntem, etwa vom Bundesamt für Naturschutz weiter verwendeten Ordnungssystem.

## Geographie

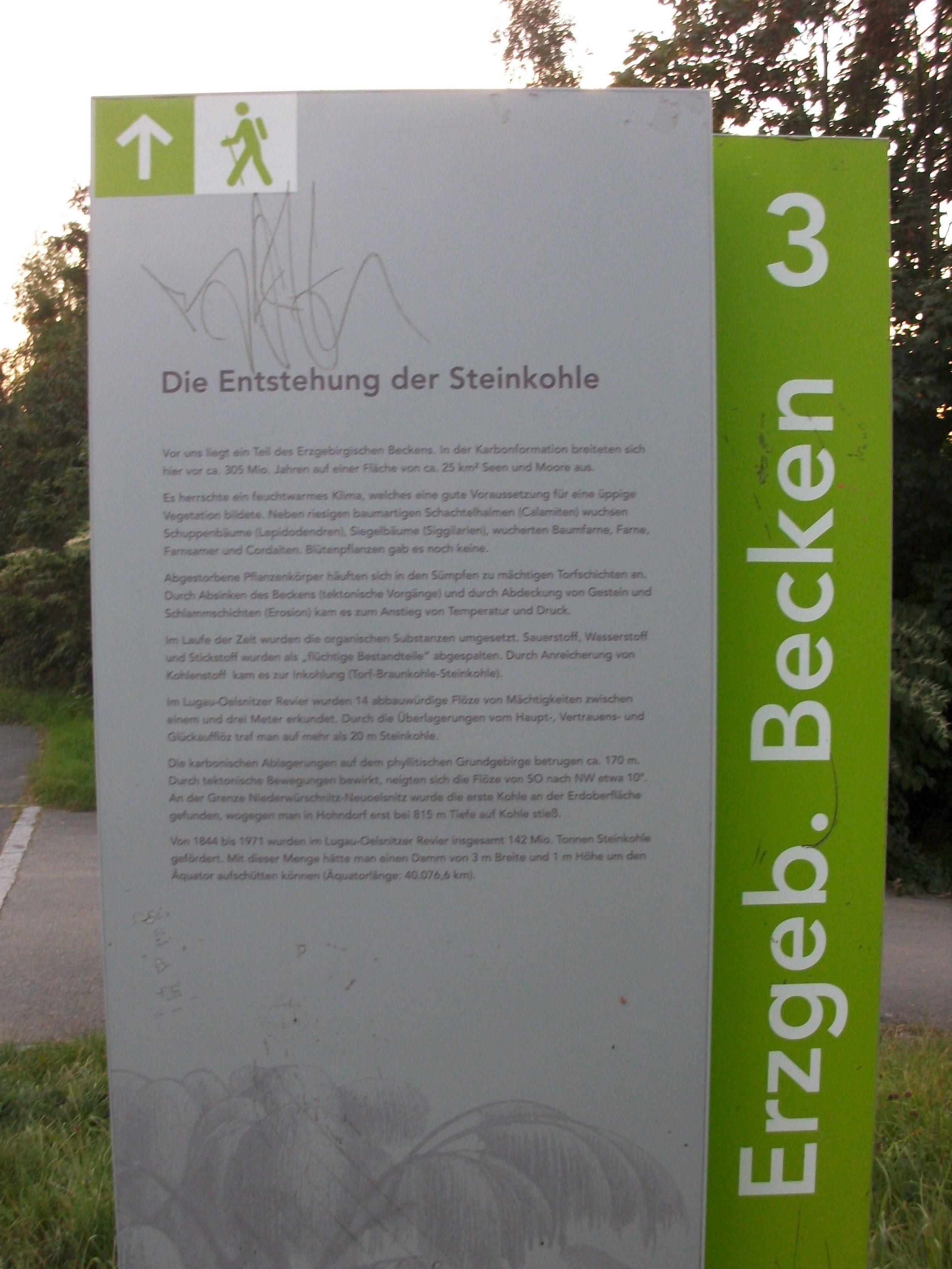
Die Infotafel „Erzgebirgisches Becken (Entstehung der Steinkohle)“ am Bergbaurundweg Oelsnitz (Erzgeb.) thematisiert die geologische Geschichte des heutigen Naturraums und das auch als Vorerzgebirgs-Senke bezeichnete fossile Sedimentbecken

Als Hügelland in Höhen zwischen 230 und 497 m NN gelegen ist es morphologisch eigentlich nur in der Gegend zwischen den Ballungsräumen Zwickau und Chemnitz tatsächlich ein Becken. In diesem Abschnitt wird das Gebiet von der Nordrandstufe des Erzgebirges im Süden und vom Rabensteiner Höhenzug im Norden begrenzt. Für den Rest des Gebietes bezieht sich die Bezeichnung „Becken“ auf ein fossiles Sedimentbecken, die Vorerzgebirgs-Senke, die durch Sedimentgesteine des Rotliegend gekennzeichnet ist. Deren rötliche Färbung beruht auf dem eisenhaltigen Mineral Hämatit.
Außer in vielen staunassen Bereichen sind die Böden als ackerbaulich wertvoll zu bezeichnen. Aufgrund ihrer rötlichen Färbung erwärmen sich die Rotliegendböden relativ stark. Deshalb schmilzt die Eisdecke vor allem im Frühjahr zeitiger ab und es kann im Spätsommer oder Herbst auch relativ zeitig geerntet werden. Mit zunehmender Höhenlage nimmt der Lössanteil im Boden und somit auch die Fruchtbarkeit schnell ab. Die Potentielle natürliche Vegetation ist der hochcolline Hainsimsen-Eichen-Buchenwald.
Insbesondere im Winterhalbjahr setzt bei abklingenden Hochdrucklagen und einsetzender Südströmung mitunter der Erzgebirgsföhn ein, der das Becken dann um 3 bis 7 Grad wärmer macht als umliegende Räume. Im 20. Jahrhundert war die Luft durch dichte Besiedlung und frühindustrielle Nutzung stark mit Rauchgasen belastet, was zu entsprechender Schädigung der Gehölze führte; bis in die 1990er-Jahre waren auch die Gewässer stark belastet; Hinterlassenschaften des über Generationen hinweg intensiv betriebenen Abbaus von Bunt- und Edelmetallen, Nickel-, Eisen- und Uranerz sowie Steinkohle prägen vielerorts die Landschaft und mit Arsen oder Schwermetallen belastete Böden.
Die Fließgewässer im den Westen einnehmenden Oberen Pleißeland entwässern über die Pleiße zur Weißen Elster und schließlich zur Saale. Alle zentraleren Orte entwässern über die Zwickauer Mulde zur Mulde – die östlichen davon über den Umweg der Chemnitz. Mit einem Einzugsgebiet von ca. 140 Quadratkilometern zählt der Lungwitzbach (mündet bei Glauchau in die Zwickauer Mulde) zu den größten Fließgewässern des Erzgebirgischen Beckens. Der äußerste Osten schließlich entwässert über die Zschopau zur Freiberger Mulde. Gemeinsam ist den größeren Flüssen eine auffällige Süd-Nord-Ausrichtung.